# 耶魯鎮

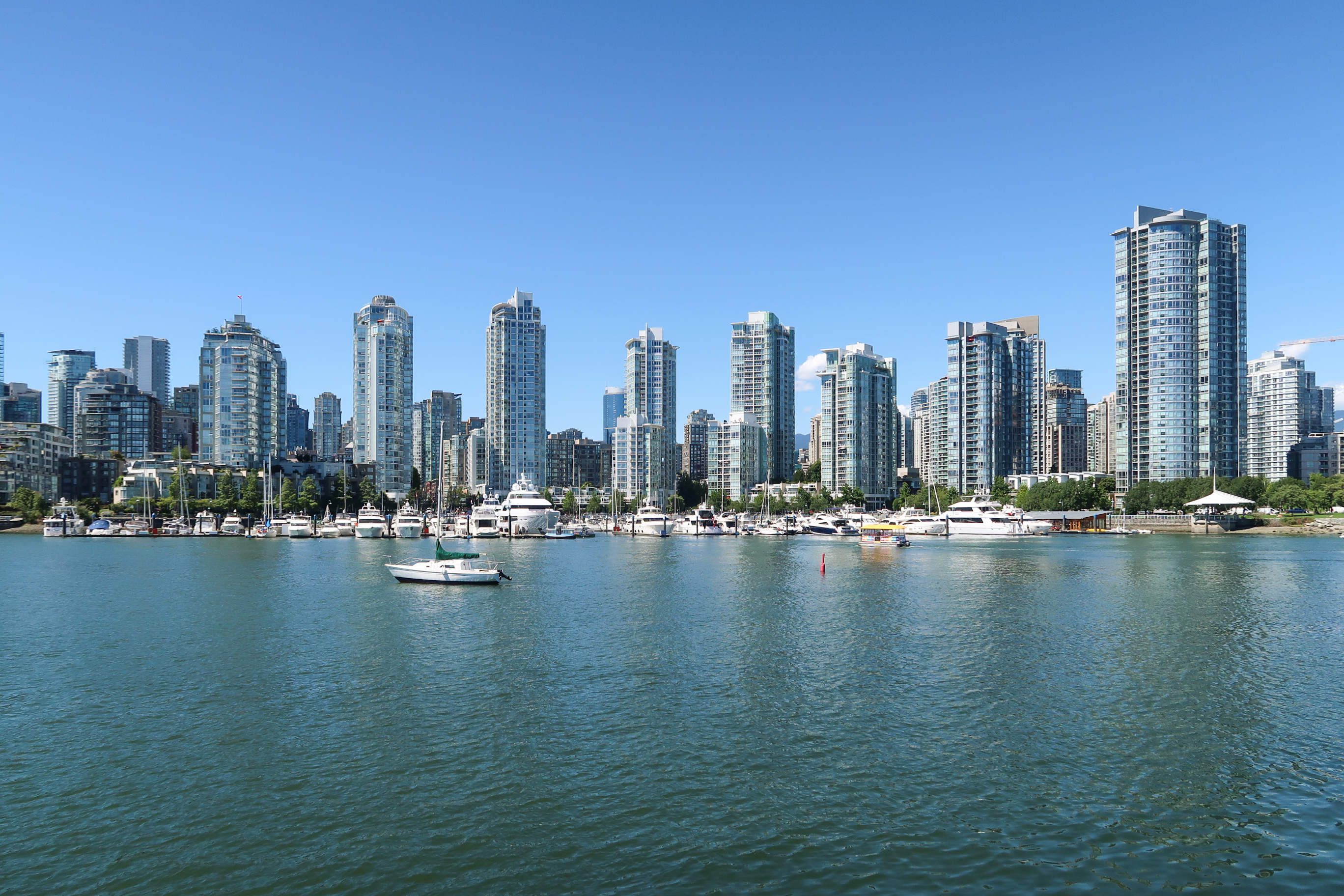
耶魯鎮高級住宅

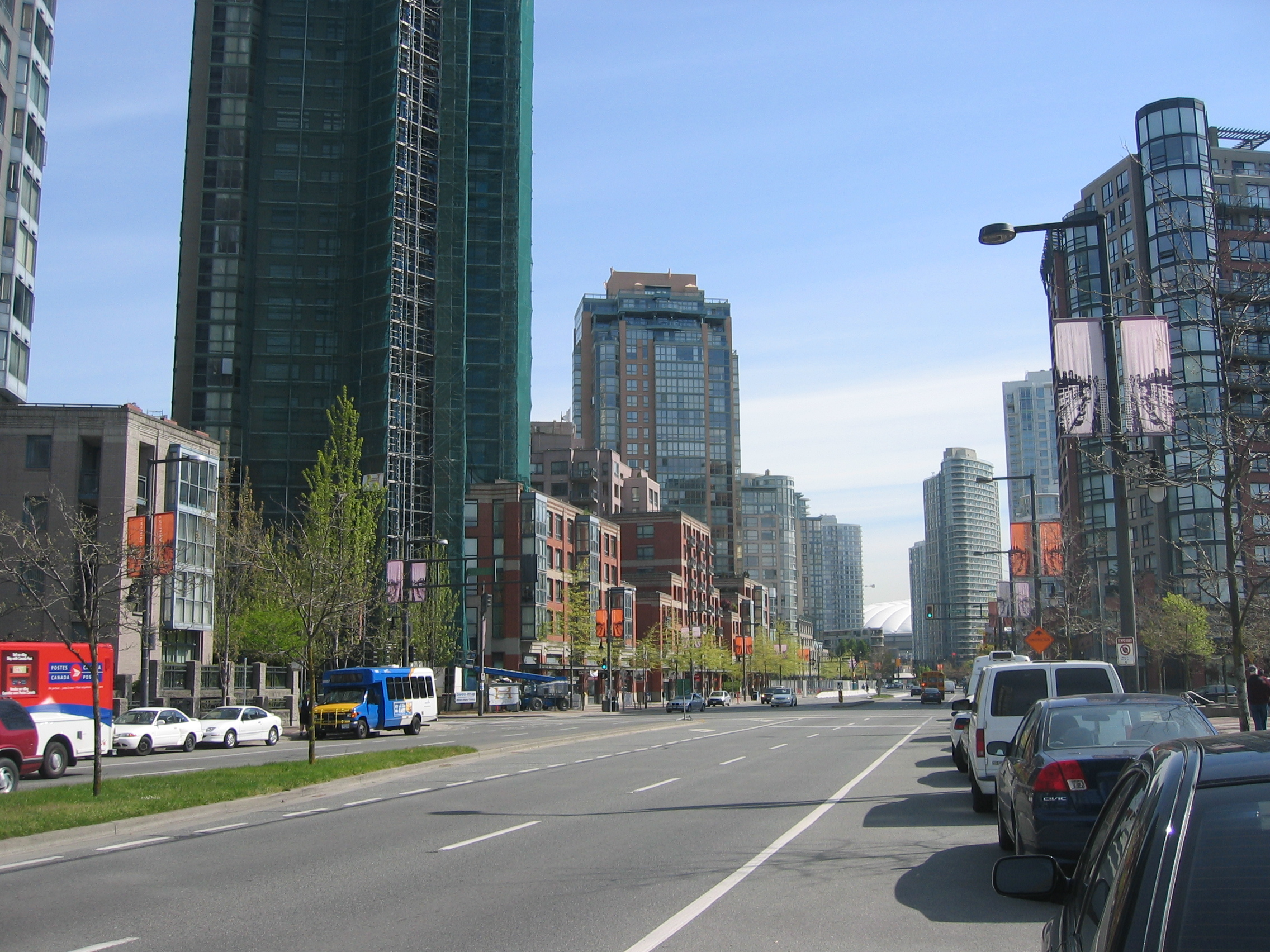
耶魯鎮太平洋大道一景

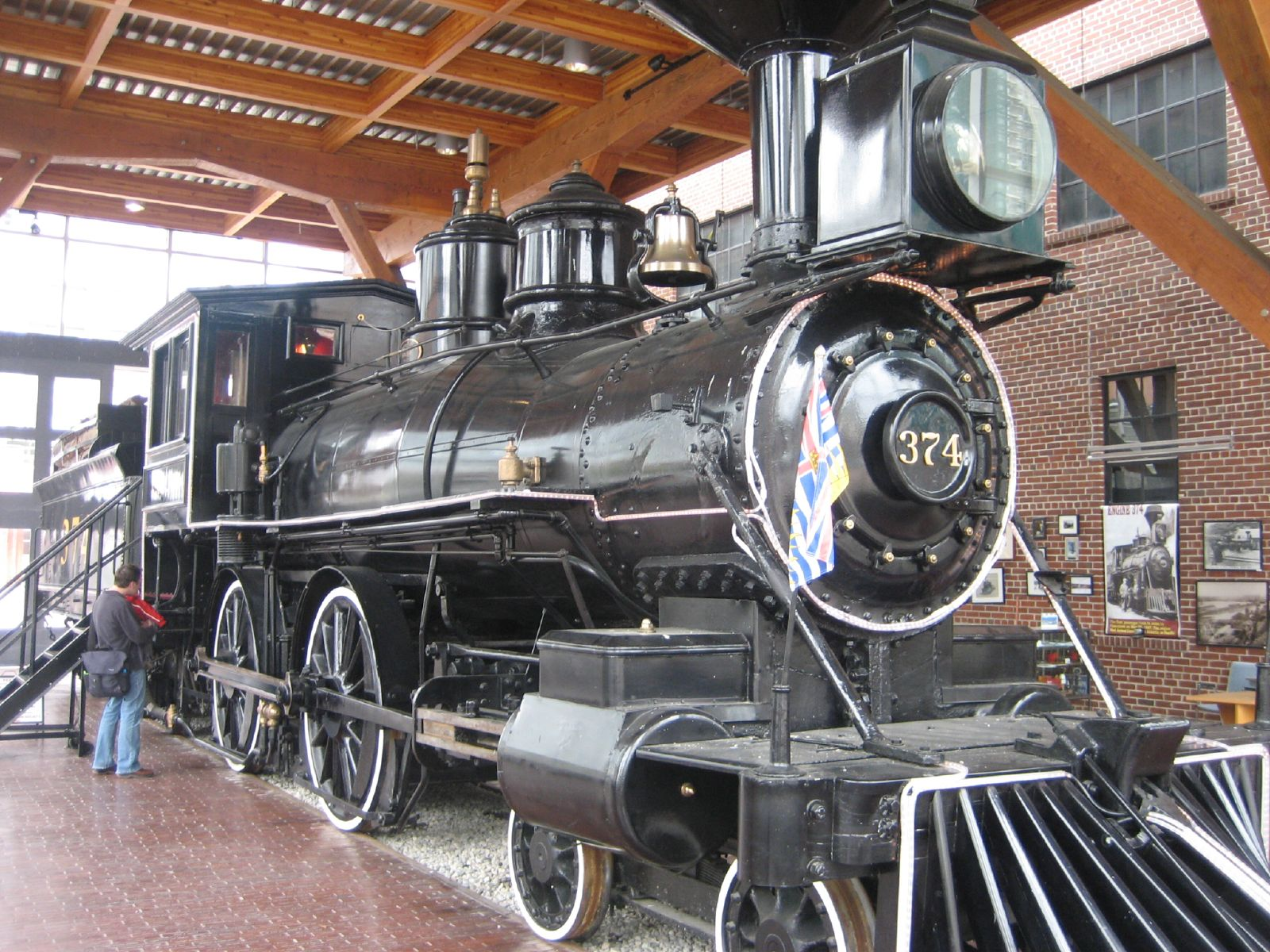
位於弘藝社區中心的374號機車

耶魯鎮是加拿大卑詩省溫哥華市中心一個社區，大致被福溪、洛遜街和荷馬街所包圍。該區前身為佈滿貨倉和鐵路車廠的工業區，但1986年世界博覽會過後則轉型為高密度住宅區，而藝廊、零售商戶、餐廳和辦公室等設施亦陸續進駐該區。

## 歷史
如溫哥華大部分地區一樣，耶魯鎮的早期發展深受加拿大太平洋鐵路（CPR）的影響。CPR於1880年代開通至卑詩省内陸的耶魯，並於當地設立維修工場和聘用大批工人。隨著鐵路於1887年開通至溫哥華，CPR亦將維修工場遷往福溪北岸，該帶也因此得了「耶魯鎮」之名，而往後20年多座鋸木場和木瓦工場亦相繼在福溪北岸落成。
市政府於1920年代末制定首套城市發展大綱，並將耶魯鎮定為商業和輕工業之用。市政府原先預期區内將出現更多貨倉，但隨著載貨汽車在物流業的角色日漸提高，工廠也相繼遷往貼近主要公路的地點。區内出現大量荒廢工地，當中不少改成露天停車場。然而，到了1970和80年代，耶魯鎮的舊貨倉卻成為年輕專業人士（雅皮士）廉價置業的良機，而區内的舊工業建築、貨倉和藍領階層住屋也在往後年間陸續改建成高級住宅、辦公室、餐廳和夜店。

## 公共設施
位於戴維街夾太平洋大道的前CPR圓形火車機車庫於1997年改建成弘藝社區中心（Roundhouse Community Arts & Recreation Centre）；舊有的機車轉盤被改成一個小型戶外露天劇場。於1887年帶領首班載客列車進入溫哥華的374號機車亦存放於此。
公共交通方面，溫哥華架空列車的加拿大綫在戴維街夾緬崙街設有耶魯鎮-弘藝中心站。

## 外部連結
- 维基共享资源上的相關多媒體資源：耶魯鎮
- Yaletown Business Improvement Association （页面存档备份，存于） 耶魯鎮商業促進會
- Roundhouse Community Arts & Recreation Centre （页面存档备份，存于） 弘毅社區中心

49°16′32″N 123°7′15″W / 49.27556°N 123.12083°W